# Putna
Putna is een Roemeense gemeente in het district Suceava.

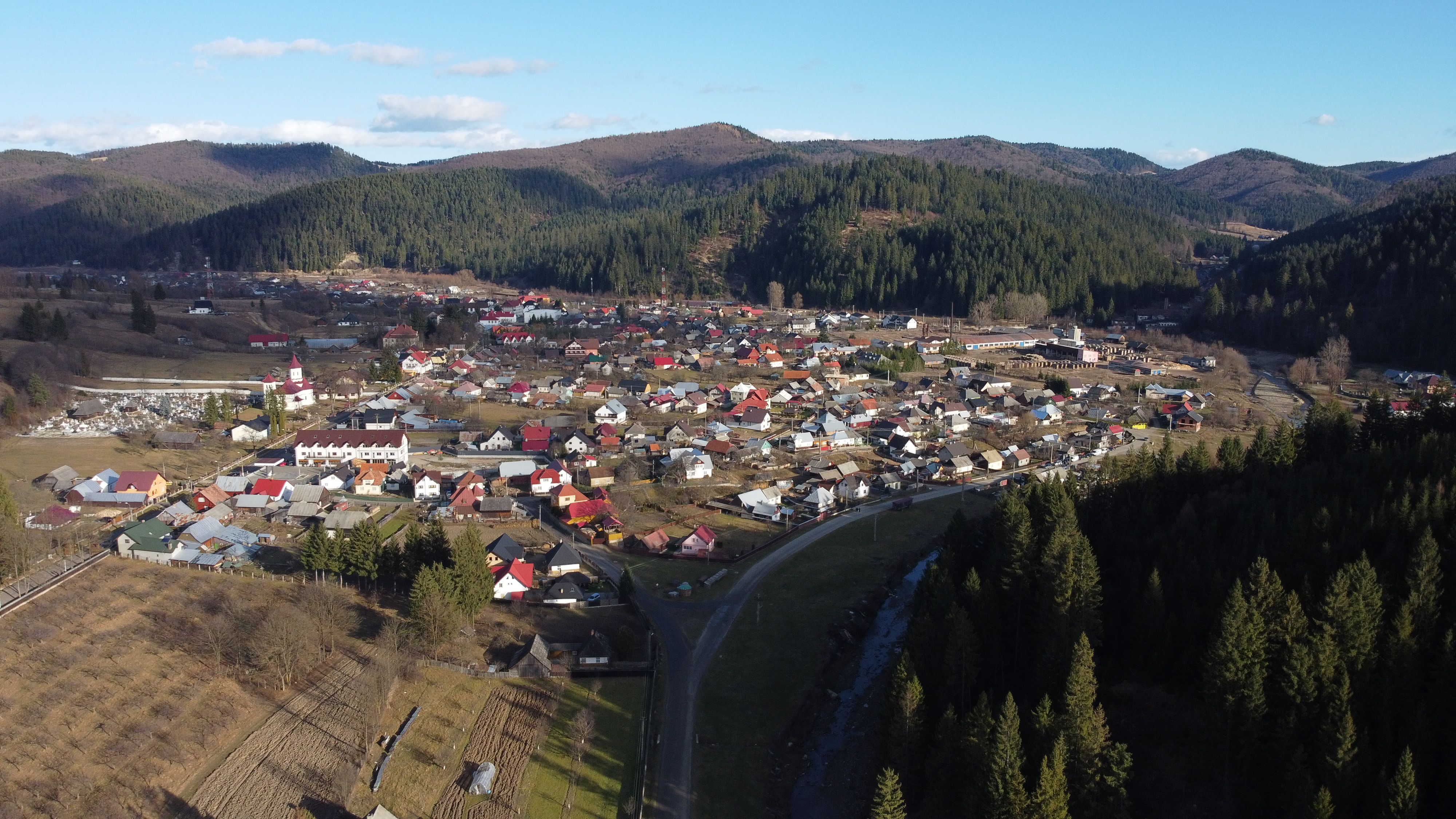
Putna

Putna telt 3751 inwoners.